# Катна
Катна (акадски URUQa-ṭà-na, URUQàṭ-aṭ-na) био је главни град једног градског краљевства у данашњој Сирији. У годинама око 2.000. п. н. е. ово је био град са значајним трговачким везама који је контролисао све значајне путеве у околини и највероватније имао трговачке везе са околним културама као Египтом и Месопотамијом као и врло удаљеним културама у свету. Катна је била од стране Хетита око 1340. п. н. е. уништена и спаљена. За време гвозденог доба ту се налазило једно мање насеље које је постојало до време Византије.

## Град
Квадратни ареал града је био површине од око 110 хектара, окружен је био градским зидинама са бочним дужинама 1000 м, који су се успињали на висину од 15-20 м. У средини сваке стране некада је стајала градска капија.

## Палата
Стара палата код Катне је изграђена почетком 2. миленијума пре н, е, и има око 18.000 м², простора, то је једана од највећих палата свог времена у древном Оријенту. Централни хол је скоро 1296 м² величине, кров који почива на четири стуба од 10 м висине а импресионира и престо соба са дужином од 40 м, што је највећи простор на истоку бронзаног доба. Она је била у освајању Хетита опљачкана и изузетно је добро очувана. У бочној соби су пронађене добро очуване фреске које су подсећале на минојско зидно сликарство, од којих су археолози известили о културној вези са простором Егејског мора.
Западно крило палате је ископано 2008. и било је необично добро очувано. Од првобитне три спрата зграде и даље стоје зидови од опеке нижих два спрата са висином од 5.30 м. Ова зграда је први вишеспратница Блиског истока која је до сада откривена. Четворо врата са луковима од опеке је распоређено у низу по једној линији. На Блиском истоку, ово су међу најбоље очуваним лучним објекатима из бронзаног доба.